# ジャウマI駅
- ハイメI駅
- ジャウマ1世駅
- ハイメ1世駅

ジャウマI駅（カタルーニャ語：Estació de Jaume I、スペイン語：Estación de Jaume I）はスペインのカタルーニャ州バルセロナ県バルセロナシウタ・ベリャにある、バルセロナ地下鉄4号線の地下鉄駅。

## 歴史
1926年に当時3号線の駅として開業。
1970年、3号線のアラゴン-コレオス間を現在の4号線に分離することを決定し、1972年3月20日、ジャウマI-コレオス間の区間は一時閉鎖された。1973年2月5日に4号線・ジョアニック-ジャウマI間のが開通し駅が再開業した。一方、コレオス方面の開通は1973年11月のバルセロネータ駅工事中の地下爆発により遅れた。
2018年12月28日、駅の改修により車椅子利用者が利用できるようになった。

## 駅構造

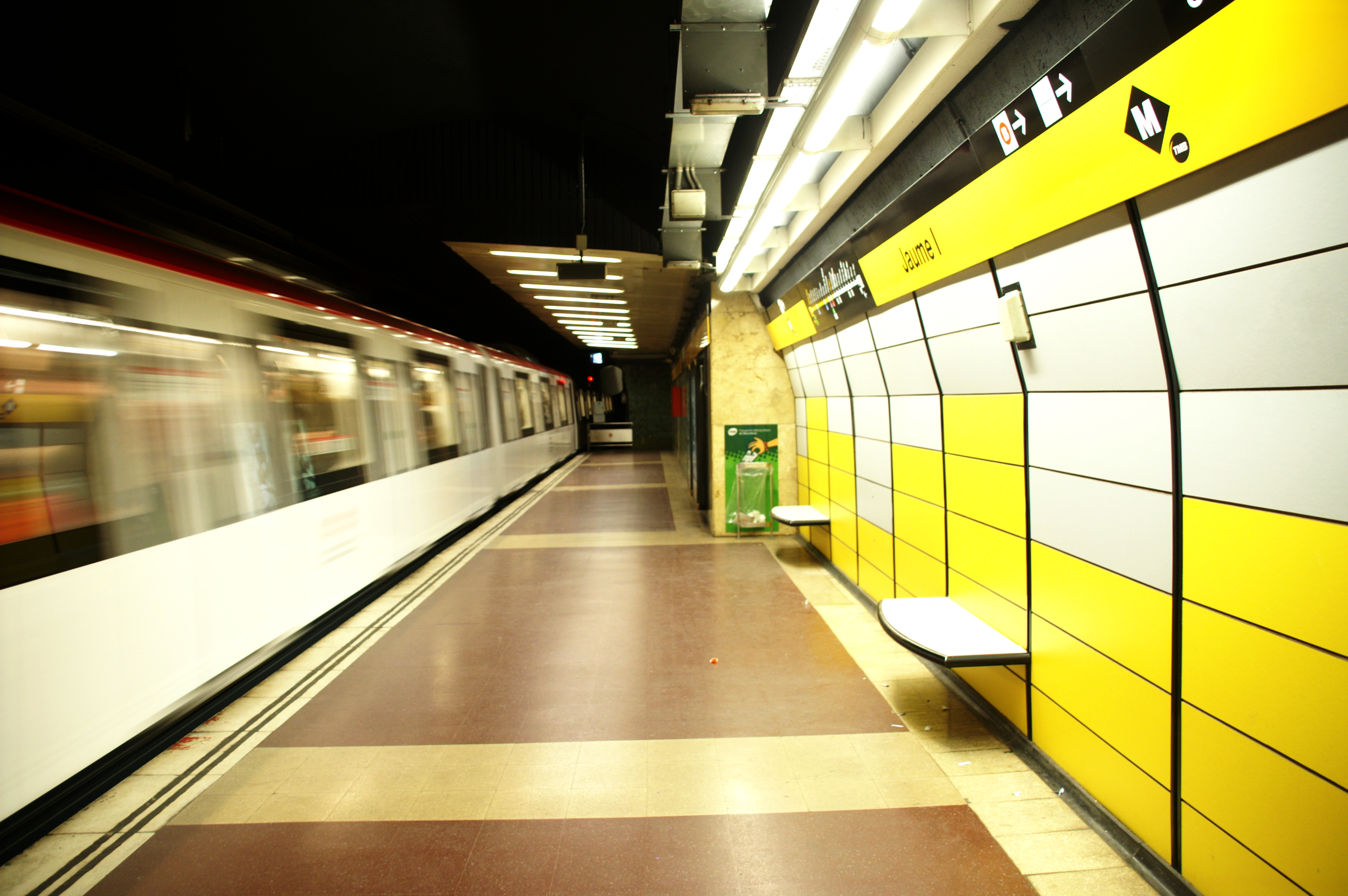
ホーム

ライエタナ通りの地下に駅施設がある、相対式ホーム2面2線の地下駅。

## 駅周辺
- バルセロナ市歴史博物館（英語版、カタルーニャ語版、スペイン語版）
- 王の広場（英語版、カタルーニャ語版、スペイン語版）
- フレデリック・マレス美術館（英語版、カタルーニャ語版、スペイン語版）
- サンタ・エウラリア大聖堂
- サン・ジャウマ広場
- カタルーニャ自治州庁舎（英語版、カタルーニャ語版、スペイン語版）
- サンタ・カテリナ市場（カタルーニャ語版、スペイン語版）
- ピカソ美術館
- サンタ・マリア・ダル・マル教会
- メルサー・ホテル・バルセロナ

## 隣の駅
バルセロナ地下鉄
 4号線
ウルキナオナ駅  - ジャウマI駅 - バルセロネータ駅